# Swiss Hotel Management School

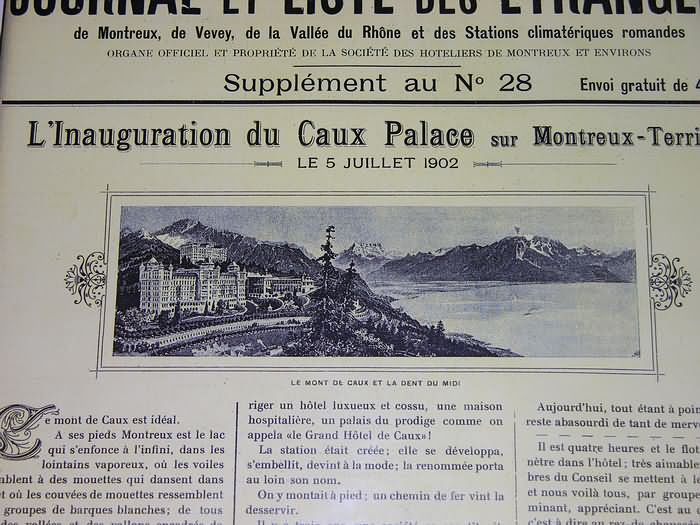
Korabeli beszámoló a Caux Palace megnyitójáról

A Swiss Hotel Management School (SHMS) Svájc legnagyobb angol nyelven oktató felsőfokú hoteliskolája. Az intézménynek két campusa van francia Svájcban, Vaud kantonban. Az egyik a Montreux feletti hegycsúcson Caux-ban, a másik az alpesi üdülőhelyen, Leysinben.

## Caux-Montreux-i campus
A campus fő épülete, az 1902-ben épült egykori Caux Palace, megnyitásakor Svájc legnagyobb és legelegánsabb luxusszállodája volt, amit írók, filmcsillagok és királyi vendégek látogattak, köztük Arthur Rubinstein, John D. Rockefeller, Rudyard Kipling vagy Baroda maharadzsája. A Genfi-tóra néző szálloda már az első világháború idején pénzügyi nehézségekbe került, majd a második világháború kezdetén bezárták.

A Swiss Hotel Management School az 1990-es években költözött a műemlék épületbe. A Caux-Palace, megőrizve az épület egykori atmoszféráját, ma az összes szállodai funkciót tartalmazó oktatási intézményként működik. A szállodai szobák ma a hallgatóknak adnak otthont.

## Leysini campus

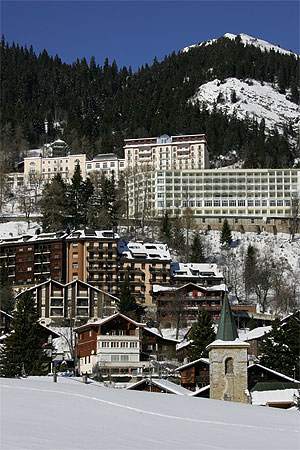
Az SHMS Leysinben: a Mont-Blanc Palace legfelül, alatta a Belvédère-épület

A leysini campust 2003-ban vásárolta meg az iskola, hogy bővíteni tudja a hallgatói kapacitását.
Az épületegyüttes eredetileg a Club Méditerranée exkluzív síüdülőhelyeként nyílt meg 1956-ban. (Ez a vállalkozás vezette be az all-inclusive üdülőhely fogalmát). 2004-ben, teljes átépítést követően, itt nyílt meg az SHMS második campusa (és egyben tanszállodája) modern berendezéssel. A campus két fő épülete eredetileg két szálloda volt. Ma a meredek hegyoldalban egymás felette elhelyezkedő Mont-Blanc Palace és a Belvédère-épület egy skylift-tel összeköttetésbe került.

## Oktatási program
A képzés nemzetközi jellegét az angol nyelvű oktatás, valamint a választható idegen nyelvek (francia és német) is tükrözik. A hároméves alapképzés végén a hallgatók brit BA (Hons) diplomát szerezhetnek. A képzés része a Swiss Higher Diploma, és opcionálisan megszerezhető az American Hotel and Lodging Association oklevele. Az alapképzés erősen fókuszál a szállodaipar gyakorlati működésére. Az első két évben két több hónapos szállodai gyakorlatot kell teljesíteni.
A mesterképzés során szakosodni lehet hotelmenedzsmentre vagy turizmus menedzsmentre. Ez az oktatási szak két akadémiai félévből áll, és szakdolgozattal zárul.
Az iskola kínál egyéves szakosító képzéseket is más szakirányon diplomázottaknak. Továbbá, lehetőség van a PhD fokozat megszerzésére is.

## Az SHMS hallgatói
Az SHMS hallgatói a világ 60 országából érkeznek. 2005 telén a svájci hoteliskolák elméleti oktatásban részt vevő 2500 hallgatójának több mint egy negyede a Swiss Hotel Management School-ban tanult. Az ugyanekkor Svájcban szállodai gyakorlaton lévő 1500 diák egy harmada az SHMS beiratkozott hallgatója volt.